# Magister equitum
Magister equitum (с лат. — «магистр конницы» либо «начальник конницы») — экстраординарная магистратура в Древнем Риме, заместитель диктатора.
Должность магистра конницы восходит ко времени царского Рима.
Магистр конницы назначался диктатором при вступлении в должность и получал 6 ликторов (у диктатора их было 24). Однако Марк Антоний, по свидетельству Цицерона, стал магистром конницы Гая Юлия Цезаря в его отсутствие, когда Цезарь находился в Александрии. Должность магистра конницы была отменена тем же Марком Антонием в 44 году до н. э. вместе с должностью диктатора.
Во время военных реформ Диоклетиана и Константина должность была учреждена заново, но уже с исключительно военными функциями.